# کرم باواروآ
کرم باواروآ (به فرانسوی: Bavarois)، یک نوع دسر سرد است که احتمالاً توسط یک آشپز فرانسوی شاغل در شهر بایرن در آلمان ابداع شده‌است. مواد اولیهٔ این دسر را شیر، زردهٔ تخم‌مرغ، شکر، خامهٔ زده‌شده، اسانس‌های گوناگون و ژلاتین تشکیل می‌دهند. طرز تهیهٔ آن به‌طور کلی به این صورت است که ژلاتین را در آبی به میزان دو برابر وزن ژلاتین حل کرده تا آب را به خود جذب کند. در ظرفی شکر و زرده را به‌هم زده تا سفت شود. به زرده و شکر، شیر داغ را کم‌کم افزوده و ژلاتین نیز اضافه شده، به‌خوبی به‌هم زده می‌شود. این مواد بر روی حرارت کم قرار گرفته و اسانس نیز به آن اضافه شده تمامی مواد از الک گذرانده شده صاف می‌شود. هنگامی که مایه سرد شد در آخر، خامهٔ سفت‌شده نیز به آن اضافه شده و مواد در داخل قالب ریخته می‌شود تا کاملاً سفت شود. باواروآ دارای انواع گوناگونی مانند باواروآی شکلاتی، باواروآی توت‌فرنگی، باواروآی قهوه و باواروآی چای سبز و غیره است.
باواروآ در اصل نوعی نوشیدنی گرم در جنوب آلمان بوده‌است که از مخلوط کردن چای یا الکل، شربت سرخس و شیر و غیره درست می‌شده‌است. گفته می‌شود که یک آشپز فرانسوی به نام آنتونان کارمو دستور آن را به‌عنوان شیرینی تغییر داده و آن را به‌صورت فعلی درست کرده‌است.